# Gustave Lemelle
Gustave Lemelle, né le 30 mars 1872 à Lille (Nord) et mort le 18 décembre 1944 à Arras (Pas-de-Calais), est un homme politique français.

## Biographie
Docteur en droit en 1893, il est secrétaire du maire d'Arras en 1896 puis avocat en 1902. Conseiller municipal d'Arras en 1908, il est premier adjoint en 1919 et maire en 1923. Il est député du Pas-de-Calais de 1928 à 1932, inscrit au groupe de la Gauche radicale.

## Sources
- « Gustave Lemelle », dans le Dictionnaire des parlementaires français (1889-1940), sous la direction de Jean Jolly, PUF, 1960 [détail de l’édition]